# Li Ning Company
La Li Ning Company Limited è un'azienda produttrice di abbigliamento e accessori sportivi. È stata fondata nel 1990 da Li Ning, un ex ginnasta cinese.

## Storia
Nel gennaio 2010 l'azienda ha aperto la sua prima filiale negli Stati Uniti a Portland.
L'azienda è sponsor dei giocatori NBA, Jimmy Butler, C.J. McCollum, Evan Turner e Dwyane Wade.